# لایپ
لایپ (به آلمانی: Liepe) یک شهر  در آلمان است که در بارنیم واقع شده‌است. لایپ ۷۶۶ نفر جمعیت دارد.